# لی یو-جین (بازیگر، زاده ۱۹۷۷)
این یک نام کره‌ای است؛ نام خانوادگی لی است.
لی یو-جین (کره‌ای: 이유진؛ زادهٔ ۸ ژانویه ۱۹۷۷) بازیگر و مجری تلویزیونی اهل کره جنوبی است. او حرفهٔ مدلینگ خود را در دوران نوجوانی آغاز کرد و حرفهٔ سرگرمی خود را در سوپر الیت مدل کانتست در سال ۱۹۹۸ آغاز کرد. او خیلی سریع حرفهٔ خود را به بازیگری تغییر داد و نقش‌های مکمل در درام‌های کره‌ای مانند روزهای زیبا، روزهای دبیرستان دخترانه، به سوی خورشید و ققنوس ایفا کرد.

## زندگی شخصی
لی یو-جین در ۱۴ اکتبر ۲۰۱۰ با مربی هاکی روی یخ به نام کیم وان-جو در هتل رنسانس سئول ازدواج کرد.

## فیلم‌شناسی

### فیلم
- به بابا نگو (۲۰۰۴)
- چگونه عشقم را حفظ کنم (۲۰۰۴)
- ماپادو ۲: بازگشت به جزیره (۲۰۰۷)

### مجموعه تلویزیونی
- روزهای زیبا (اس‌بی‌اس، ۲۰۰۱)
- افسانه (اس‌بی‌اس، ۲۰۰۱)
- روزهای دبیرستان دخترانه (کی‌بی‌اس۲, ۲۰۰۲–۲۰۰۳)
- به سوی خورشید (اس‌بی‌اس، ۲۰۰۳)
- ققنوس (ام‌بی‌سی، ۲۰۰۴)
- انتخاب (اس‌بی‌اس، ۲۰۰۴–۲۰۰۵)
- دو همسر (اس‌بی‌اس، ۲۰۰۹)
- رسوایی گانگنام (اس‌بی‌اس، ۲۰۱۸–۲۰۱۹)